# Złoty Medal Kongresu
Złoty Medal Kongresu (ang. Congressional Gold Medal) – najwyższe, obok Medalu Wolności, odznaczenie państwowe Stanów Zjednoczonych.
Odznaczenie przyznawane jest cywilom od roku 1776, kiedy to jako pierwszy otrzymał je George Washington. Początkowo medal przyznawany był uczestnikom rewolucji amerykańskiej, wojny brytyjsko-amerykańskiej oraz wojny amerykańsko-meksykańskiej. Dzisiaj medal wręczany jest osobom bądź instytucjom o szczególnych osiągnięciach i dorobku na rzecz bezpieczeństwa oraz chwały i rozwoju Stanów Zjednoczonych (obywatelstwo amerykańskie nie jest wymagane). Przyznawany bywa m.in. sportowcom, muzykom, astronautom.
Złoty Medal Kongresu wybijany jest przez Mennicę Stanów Zjednoczonych dla upamiętnienia osoby (bądź instytucji) oraz osiągnięcia, za które medal przyznano. Wymagana jest zgoda co najmniej 67 kongresmenów.

## Odznaczeni
Złoty Medal Kongresu otrzymali m.in.: George Gershwin, Martin Luther King, Jan Paweł II, Nelson Mandela i Aung San Suu Kyi.